# Aiguille de l'A Neuve
Aiguille de l'A Neuve är en bergstopp i Schweiz. Den ligger i distriktet Entremont och kantonen Valais, i den sydvästra delen av landet, 110 km söder om huvudstaden Bern. Toppen på Aiguille de l'A Neuve är 3 753 meter över havet, eller 64 meter över den omgivande terrängen.